# Tratado de Bissandugu
O Tratado de Bissandugu foi um tratado internacional entre a França e o Império de Uassulu, assinado em Bissandugu (capital do império) em 23 de março de 1887.